# Memecylon fruticosum
Memecylon fruticosum är en tvåhjärtbladig växtart som beskrevs av George King. Memecylon fruticosum ingår i släktet Memecylon och familjen Melastomataceae. Inga underarter finns listade i Catalogue of Life.